# Trichogramma jalmirezi
Trichogramma jalmirezi är en stekelart som beskrevs av Zucchi 1988. Trichogramma jalmirezi ingår i släktet Trichogramma och familjen hårstrimsteklar. Inga underarter finns listade i Catalogue of Life.